# Dominator (videogioco)
Dominator, sottotitolato Penetrate Dominate Conquer sulle copertine, è un videogioco sparatutto a scorrimento pubblicato nel 1989 per gli home computer Amiga, Amstrad CPC, Atari ST, Commodore 64 e ZX Spectrum dalla System 3. Si pilota un'astronave all'interno di una gigantesca struttura organica capace di divorare interi mondi. Dominator era di genere molto diverso dai titoli di successo per i quali era allora famosa la System 3, ma come sparatutto era poco originale, e ricevette giudizi molto variabili dalla critica.

## Modalità di gioco
Dominator consiste in quattro livelli bidimensionali a scorrimento continuo; il primo livello è a scorrimento verticale verso l'alto, i successivi tre a scorrimento orizzontale verso destra. Il percorso è delimitato da bordi irregolari di natura organica mostruosa, di aspetto variabile a seconda del livello (più avanti anche di natura meccanica), su sfondo semplicemente nero. Si incontrano strettoie e protuberanze mobili.
La navicella Dominator del giocatore può muoversi in tutte le direzioni e di base è armata con un cannone frontale. È raffigurata dall'alto nel primo livello e di lato nei successivi; in versione Commodore 64 oltre alla prospettiva cambia anche il modello di navicella. Raccogliendo power-up per l'arma è possibile acquisire cannoni posteriori, laser, cannone blaster e fuoco automatico. Gli altri bonus possibili, tra cui smart bomb e vite extra, variano in parte a seconda della versione.
I nemici sono mostri volanti e navicelle di molti tipi diversi, letali al contatto, e a volte sparano anche proiettili. Sono presenti inoltre boss di fine livello.